# Farman F.50
El Farman F.50 fue un bombardero nocturno bimotor diseñado y construido por Farman como reemplazo a los biplanos propulsores monomotores Voisin en servicio con la Fuerza Aérea Francesa.

## Desarrollo

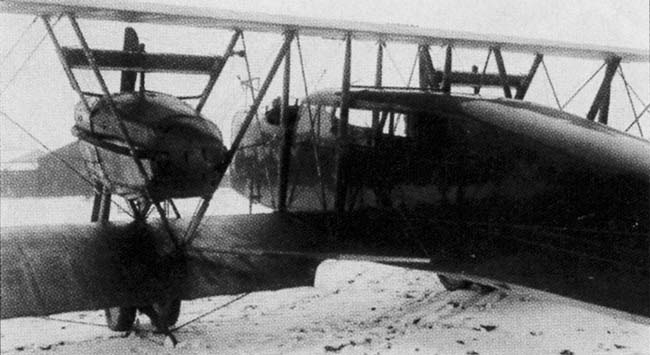
Farman F.50P de uso civil, con cabina para hasta cinco pasajeros.

El bimotor F.50 voló por primera vez a principios de 1918, propulsado por dos motores Lorraine 8Bb de 180 kW (240 hp), como biplano de envergaduras diferentes con fuselaje de lados de chapa y un único empenaje y timón. Poseía un tren de aterrizaje fijo de patín de cola con ruedas gemelas en las unidades principales, una cabina abierta para el piloto y el observador/artillero, y un puesto artillado en el morro. Estaba equipado con una ametralladora de 7,7 mm en el morro y otra en la parte trasera.
Los dos motores, Lorraine 8Bd V-8 de 205 kW (275 hp) en los aviones de producción, estaban montados entre las alas, usando soportes en V. Con el Armisticio, la producción alcanzó menos de 100 aviones, pero la compañía diseñó una conversión de pasajeros para uso civil, designada F.50P, con el fuselaje detrás de la cabina elevado y cerrado para crear una cabina acristalada para hasta cinco pasajeros. Un ejemplar fue utilizado por la Compagnie des Grands Express Aeriens desde julio de 1920, de París a Londres y Ámsterdam.

## Historia operacional
Con la designación militar Bn.2 (bombardero nocturno biplaza), el avión fue entregado a los escuadrones del 1e Groupe de Bombardement. Tres escuadrillas (S25, F114 y F119) ya habían sido equipadas en el momento del Armisticio de noviembre de 1918, con 45 F.50 en servicio.
Con el final de la guerra, el avión no tuvo tiempo de influir en la campaña, y continuó en servicio al menos hasta 1922.
Dos aviones fueron vendidos a los Estados Unidos después de la guerra.

## Variantes
F.50 Bn.2
Bombardero nocturno bimotor.
F.50P
Conversión de cinco pasajeros.

## Operadores
Francia
- Air Union: F.50P.

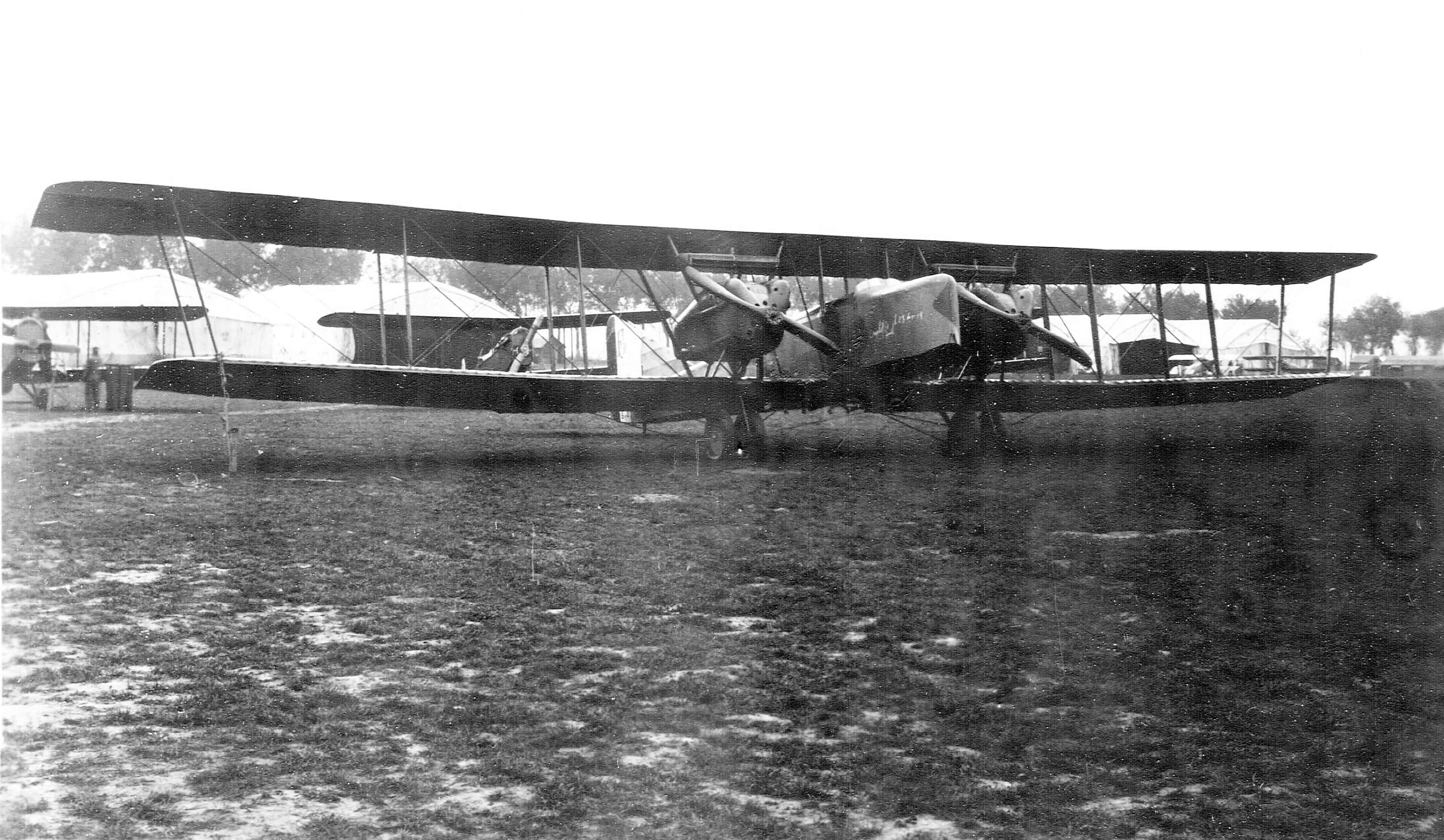
Farman F.50 del Servicio Aéreo, Production Center No. 2 del Servicio Aéreo del Ejército de Estados Unidos, Aeródromo de Romorantin, Francia, 1918.

- Compagnie des Grands Express Aériens: F.50P.
- Fuerza Aérea Francesa

 Japón
- Servicio Aéreo del Ejército Imperial Japonés: un F.50.

 México
- Fuerza Aérea Mexicana: trece F.50 comprados en septiembre de 1920.

## Especificaciones (F.50)
Referencia datos: The Illustrated Encyclopedia of Aircraft (Part Work 1982-1985), 1985, Orbis Publishing, Pág. 1736/7

### Características generales
- Tripulación: Tres
- Longitud: 10,9 m (35,8 ft)
- Envergadura: 22,9 m (75 ft)
- Altura: 3,3 m (10,8 ft)
- Superficie alar: 101,6 m² (1093,6 ft²)
- Peso vacío: 1815 kg (4000,3 lb)
- Peso cargado: 2120 kg (4672,5 lb)
- Planta motriz: 2× motor lineal V8 refrigerado por líquido Lorraine 8Db.
  - Potencia: 205 kW (283 HP; 279 CV) cada uno.

### Rendimiento
- Velocidad máxima operativa (Vno): 150 km/h (93 MPH; 81 kt)
- Alcance: 420 km (227 nmi; 261 mi)
- Techo de vuelo: 4750 m (15 584 ft)

### Armamento
- Ametralladoras: 

  - 2 de 7,7 mm flexibles en el morro
- Bombas: 

  - 8 de 40 kg en soportes inferiores en fuselaje/alas

## Aeronaves relacionadas

### Secuencias de designación
- Secuencia F._ (interna de Farman): ← F.31 - F.40 - F.41 - F.50 (avión terrestre) - F.50 (hidrocanoa) - F.51 - F.56 →